# NGC 3795
NGC 3795 је спирална галаксија у сазвежђу Велики медвед која се налази на NGC листи објеката дубоког неба.
Деклинација објекта је + 58° 36' 45" а ректасцензија 11h 40m 6,7s. Привидна величина (магнитуда) објекта NGC 3795 износи 13,2 а фотографска магнитуда 14,0. NGC 3795 је још познат и под ознакама UGC 6629, MCG 10-17-38, CGCG 292-17, IRAS 11373+5853, PGC 36192.